# Pablo Forlán
Pablo Justo Forlán Lamarque (Mercedes, 14 luglio 1945) è un allenatore di calcio ed ex calciatore uruguaiano, di ruolo difensore.
Padre dei due calciatori Diego e Pablo, dopo la sua attività calcistica ha ricoperto il ruolo di allenatore per breve tempo, per poi gestire una scuola calcio, assistito dal figlio maggiore. Ha anche svolto il ruolo di coordinatore del settore giovanile di svariati club.

## Caratteristiche tecniche
Giocava in difesa, sia come centrale che come laterale.

## Carriera

### Club
Alla sua prima esperienza calcistica, al Peñarol di Montevideo, vinse il campionato nazionale per quattro volte: consecutivamente nel 1964 e 1965 e nel 1967 e 1968. Il suo primo trofeo internazionale fu la Coppa Libertadores 1966, seguita a breve dalla Coppa Intercontinentale. Nel 1970 approdò in Brasile, paese in cui vinse, al suo primo anno, il campionato statale con il San Paolo, ripetendo poi l'impresa altre due volte. Con la squadra brasiliana partecipò anche a due edizioni della Coppa Libertadores, raggiungendo il secondo posto nel 1974. Dopo una breve esperienza al Cruzeiro di Belo Horizonte (solo una partita del campionato 1976), tornò stabilmente in patria; con il Nacional vinse un altro campionato, e con il Defensor altri due; si ritirò nel 1983.

### Nazionale
La sua esperienza internazionale durò dal 19 giugno 1966 all'8 aprile 1976, con due partecipazioni alla fase finale dei Mondiali (Inghilterra 1966 e Germania Ovest 1974).

## Palmarès

### Giocatore

#### Club

##### Competizioni statali
- Campionato paulista: 3

San Paolo: 1970, 1971, 1975

##### Competizioni nazionali
- Campionato uruguaiano: 7

Peñarol: 1964, 1965, 1967, 1968
Nacional: 1977
Defensor Sporting: 1980, 1982
- Liguilla Pre-Libertadores de América: 2

Defensor: 1979, 1981

##### Competizioni internazionali
- Coppa Libertadores: 1

Peñarol: 1966
- Coppa Intercontinentale: 1

Peñarol: 1966
- Supercoppa dei Campioni Intercontinentali: 1

Peñarol: 1969

#### Nazionale
- Campeonato Sudamericano de Football: 1

Uruguay 1967